# Wolfgang Wagner
Wolfgang Wagner (Wahnfried, Bayreuth, 30 d'agost de 1919 – 21 de març de 2010) va ser un director d'òpera alemany. Era un dels fills de Siegfried Wagner, net del compositor Richard Wagner i besnet del també músic Franz Liszt.
Wolfgang Wagner va ser director del Festival de Bayreuth des de la seva reobertura el 1951 conjuntament amb el seu germà Wieland Wagner fins a la mort d'aquest el 1966, i en solitari a partir d'aquell moment fins al 2008. També hi va posar en escena totes les obres del seu avi, especialment L'anell del nibelung (1960-1964 i 1970-1975), Els mestres cantaires de Nuremberg (1968-1987, 1981-1989 i 1996-2002) i Parsifal (1975-1981 i 1991-2001). A més Wolfgang va convidar a participar en el Festival molts noms de prestigi com Patrice Chéreau, Werner Herzog, Jean Pierre Ponnelle o Harry Kupfer.